# NGC 2863
NGC 2863 (другие обозначения — NGC 2869, MCG -2-24-18, IRAS09211-1012, PGC 26609) — неправильная галактика со спиральной структурой в созвездии Гидра.
Этот объект занесён в новый общий каталог несколько раз, с обозначениями NGC 2863, NGC 2869.
Галактика низкой поверхностной яркости в инфракрасном диапазоне. Чаще всего такие галактики небольшого размера, однако NGC 2863 достаточно крупная. 
Этот объект входит в число перечисленных в оригинальной редакции «Нового общего каталога».